# Argentina Open 2022
Die Argentina Open 2022 waren ein WTA Challenger-Tennisturnier der WTA Challenger Series 2022 für Damen und ein ATP-Tennisturnier der ATP Tour 2022 für Herren in Buenos Aires und fand für die Herren vom 7. bis 13. Februar und für die Damen vom 15. bis 20. November 2022 statt.

## Herrenturnier
→ Qualifikation: Argentina Open 2022/Qualifikation

## Damenturnier
→ Qualifikation: Argentina Open 2022/Damen/Qualifikation